# Thomas Gould (Geistlicher, 1657)
Thomas Gould (* 1657 in Cork, Irland; † September 1734 in Thouars, Département Deux-Sèvres) war ein irischer katholischer Theologe. Er widmete sich hauptsächlich der Missionierung der französischen Hugenotten.

## Leben
Thomas Gould entstammte der mächtigen Familie Gould, die im 17. Jahrhundert bedeutende Militärführer und Politiker stellte. Nach der Absolvierung der grundlegenden Schulbildung in seiner Heimat begab er sich um 1678 nach Frankreich. Dort studierte er Theologie am irischen Jesuitenkolleg in Poitiers. Nach der Beendigung seiner Studien und dem Empfang der Priesterweihe wurde er 1681 oder 1682 durch den Bischof von Poitiers, Hardouin Fortin de La Hoguette, nach Thouars in Poitou geschickt, um die Seelsorge bei den Ursulinen dieser Stadt zu übernehmen.
In der Folgezeit widmete Gould sich vornehmlich der Bekehrung der Hugenotten des Poitou zum Katholizismus und ging dabei mit größerem Eifer als viele andere seinerzeitige Priester zu Werk. Er hatte mit seinen Missionierungsbemühungen viel Erfolg und erwarb so die Achtung des Herzogs de la Trémoille, der ihn protegierte und zum Kanoniker der Saint-Chapelle in Thouars ernannte. Aufgrund der Förderung durch den Herzog wurde Gould auch dem königlichen Hof bekannt, der ihm 1687 als missionaire du roi pour le Poitou die ausdrückliche Erlaubnis zur Missionierung der Hugenotten in diesem Teil Frankreichs erteilte. Vor allem versuchte Gould hierbei durch theologische Argumente darzulegen, warum der Übertritt zur katholischen Konfession der richtige religiöse Weg sei. Laut einem seiner Biographen informierte Gould aber bisweilen die königlichen Behörden, wenn seine Bekehrungsversuche von jüngeren Hugenotten auf den Widerstand von deren Eltern stießen, woraufhin Zwangsmaßnahmen zur Durchsetzung der Konversion ergriffen wurden. Auch sollen die Behörden öfters auf die Anzeige von Gould hin sehr rasch Aktivitäten der Hugenotten unterbunden haben.
Schon Goulds erste, dem Herzog de La Trémoille gewidmete Kontroversschrift (Lettre d’un missionaire à un gentilhomme du Bas Poitou, touchant la véritable croyance de l’église catholique contre les dogmes qui lui sont faussement imputés dans les écrits des ministres, Paris 1705) erregte großes Aufsehen und wurde in mehreren Auflagen verbreitet. Die vierte Auflage dieses Werks erschien unter dem Titel La véritable croyance de l’église catholique et les preuves de tous les points de sa doctrine, fondées sur l’Écriture Sainte (Paris 1720). Eine heftige Gegenschrift suchte er durch eine nähere Erörterung des Wesens der Sakramente (Les preuves de la doctrine de l’église, fondées sur la Écriture Sainte, pour réfuter un écrit contre la lettre précédente, Paris 1720) zu entkräften. Er ließ außerdem zwei Schriften ähnlichen Inhalts folgen:
- Entretiens où l’on explique la doctrine de l’église catholique par la Sainte-Écriture, et où l’on fait un juste discernement de sa croyance d’avec celle des protestants, Paris 1727
- Recueil des différentes objections que font les protestants contre les catholiques sur quelques articles de foi controversés et les réponses des catholiques aux dites objections, qui les réfutent avec évidence et sans réplique par la Sainte-Écriture, Paris 1733

Gould verfasste auch weniger polemische, erbauliche Traktate:
- Traité du saint sacrifice de la messe, avec l’explication des cérémonies qui s’y observent et la manière d’y assister dévotement, selon l’esprit de la primitive l’église; adressé à une dame de qualité nouvellement convertie, Paris 1724 (über die Eucharistie)
- Abrégé des psaumes de David sur la conduite qu’un chrétien doit tenir dans le cours de sa vie, Paris

Goulds Bemühungen wurden durch zwei vom französischen König gestiftete Pensionen in der Höhe von 1300 bzw. 1600 Livres und durch die ihm 1714 übertragene Leitung der Augustiner-Abtei Saint-Laon de Thouars belohnt. Die Missionierung der Hugenotten, die er unter der Oberaufsicht der Bischöfe von Poitiers und Luçon betrieb, blieb bis zum Schluss seine Lebensaufgabe. Er starb im September 1734 im Alter von 77 Jahren in Thouars.